# Wilhelm Friedrich von Rhede
Wilhelm Friedrich von Rhede (* vor 1600; † nach 1639) war Domherr in Münster.

## Leben
Wilhelm Friedrich von Rhede, Spross des niederländischen Zweigs des ursprünglich westfälischen Adelsgeschlechts Rhede, entstammte der emsländischen Familie von Rhede zu Brandlecht, die von der 2. Hälfte des 15. Jahrhunderts bis 1715 Inhaber des Lehens über die Burg Brandlecht war. Er war der Sohn des Heinrich von Rhede zu Brandlecht und dessen Gemahlin Elisabeth Gräfin von Mansfeld-Arnstein. Mit dem Erhalt der Tonsur am 21. Februar 1613 wurde er auf ein geistliches Leben vorbereitet. Im selben Jahr nahm er eine münstersche Dompräbende in Besitz. Am 26. Januar 1629 optierte er die Kurie des verstorbenen Domherrn Heinrich Ledebur. Die Erlaubnis zum Verzicht wurde ihm am 26. Februar 1637 erteilt. Als Wilhelms Nachfolger wurde am darauffolgenden Tage Johann Rotger Torck präsentiert. Später heiratete er Elisabeth von Torck zu Lengerich. Aus der Ehe ging die Tochter Isabella Dorothea hervor.